# اندیس سپاهی کشته
سپاهی کشته یک اندیس غیرفلزی است که در حوالی شهر فهلیان استان کهگیلویه و بویراحمد قرار دارد و مادهٔ معدنی موجود در آن، مواد اولیه سیمان است.سنگ میزبان این اندیس مارن و آهک است  